# Popkovice
Popkovice je část statutárního města Pardubice ležící na západní straně města, v městském obvodu Pardubice VI. Od roku 1943 se Popkovice staly součástí Pardubic.

## Historie

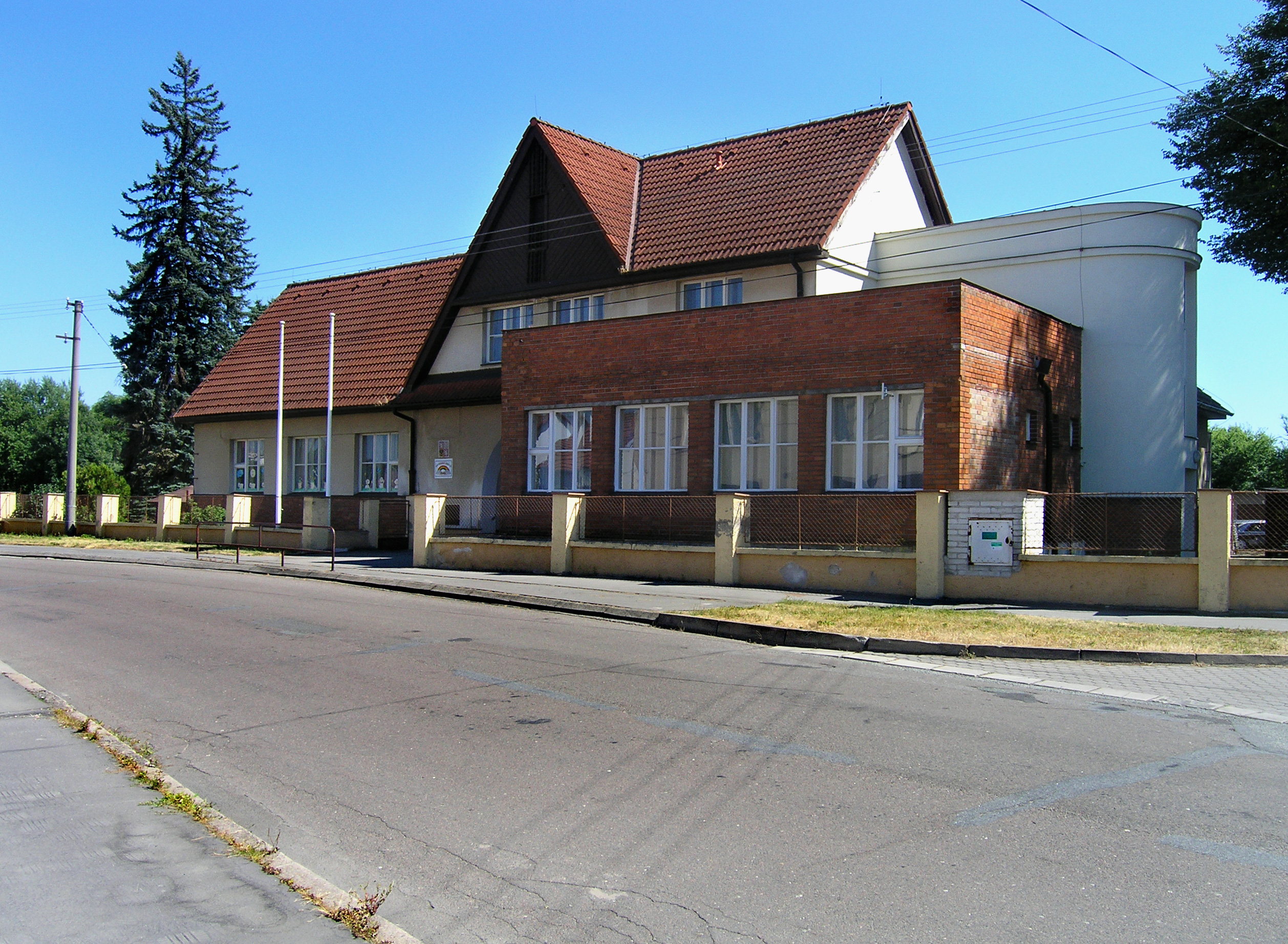
Školka v Pražské ulici s typickou Gočárovou architekturou

Obec Popkovice leží na křižovatce cest Pardubice-Přelouč a Svítkov-Čepí. Jejím nejstarším známým držitelem byl Bohuněk z Popkovic, který se v roce 1440 účastnil čáslavského sněmu. Ve druhé polovině 15. století byly Popkovice spojeny s blízkým statkem krchlebským. V roce 1472 prodal Jan Žák z Krchleb své dědictví, v němž byl zahrnut i dvůr kmetcí v Popkovicích Janu a Jiřímu Ohnišťanským z Ohnišťan za 1400 kop českých grošů. Oba bratři pak prodali toto své dědictví v roce 1502 obci chrudimské.

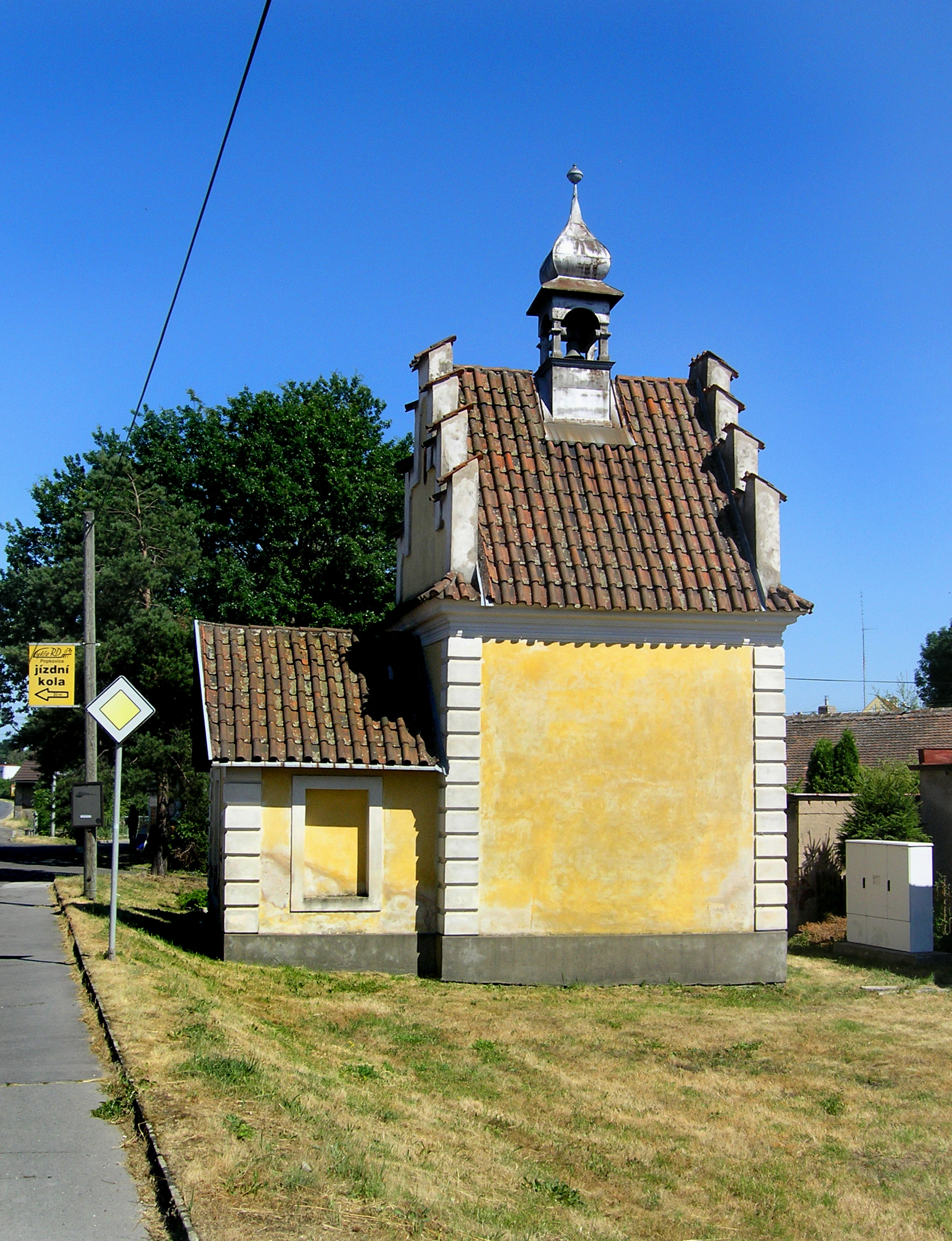
Kaplička na Pražské ulici

Ve druhé polovině 16. století jsou již Popkovice odděleny od zboží krchlebského. V roce 1544 bratři Oprašalové ze Zher prodali Popkovice - celou ves, dvůr kmetcí s poplužím a zboží v Habřince - své dědictví po Václavu Oprašalovi ze Zher obci chrudimské za 390 kop českých grošů. Za dvě léta nato byly Popkovice s platy, rybníky, lukami a příslušenstvím přepuštěny za 500 kop českých grošů Zikmundu Andělovi z Ronovce. V pozdějších letech byly Popkovice zakoupeny Pernštejny. V roce 1560 spolu s celým panstvím se staly majetkem české královské komory. Podle urbáře z roku 1588 patřily Popkovice k rychtě rosické a měly 12 osedlých. Počet osedlých se během let mnoho neměnil. Víme, že za třicetileté války měla obec stále jen 12 stavení, z nichž během války byla zničena dvě. Do života také značně zasáhly různé reformy prováděné Marií Terezií a Josefem II. Po zrušení mateřovského dvora v roce 1780 bylo přiděleno z dominikálního panství 8 usedlíkům 75 měr, 14 m a ze zrušeného dvora čivického dvěma usedlíkům 2 míry 1 m. pozemků.
Významné změny také přinesl rok 1848 zrušením poddanského svazku a novou organisací obcí. Tzv. provizorní zřízení obecní dalo právo obcím svobodně volit své zástupce, rozhodovat o přijetí nových členů do svazku obce, hospodařit s obecním majetkem apod. V roce 1926 žádala komunistická strana v Popkovicích, aby zastupitelstvo projednalo otázku výstavby obecního domu. V únoru 1927 byl založen fond na stavbu obecního domu a školy ve výši 80 000 Kč. Obecní dům byl postaven v roce 1928 dle návrhu architekta Karla Řepy. V dubnu 1932 žádal Východočeský aeroklub o udělení souhlasu k vybudování soukromého letiště v katastru Popkovic a Třebosic. V roce 1933 byla zavedena do obce telefonní linka. V roce 1941 se začala provádět regulace Bylanky.
Od roku 1942 se jednalo o vytvoření Velkých Pardubic. K uskutečnění tohoto plánu došlo 29. září 1943. Toho dne došel na obecní úřad výměr č.j. 46402/43, kterým se včleňuje obec Popkovice do obvodu Velkých Pardubic a její obecní zastupitelstvo se rozpouští.

## Doprava

### Letecká doprava
V katastru obce se nachází mezinárodní civilní letiště v Pardubicích, které vzniklo v roce 1995.
Pardubické letiště je původně vojenské. Dnes je to letiště se smíšeným vojenským a civilním leteckým provozem. Na počátku roku 2007 byla zavedena nedělní pravidelná linka Moskva - Pardubice - Moskva a linka z Pardubic do Petrohradu.

### Silniční doprava
Hlavní komunikací protínající obec ve východozápadním směru je Pražská ulice – silnice I/2 spojující Pardubice s Prahou a Kutnou Horou.

## Sport
V blízkosti obce se také nachází dostihové závodiště, na kterém se koná prestižní dostihový závod Velká pardubická.

## Další fotografie

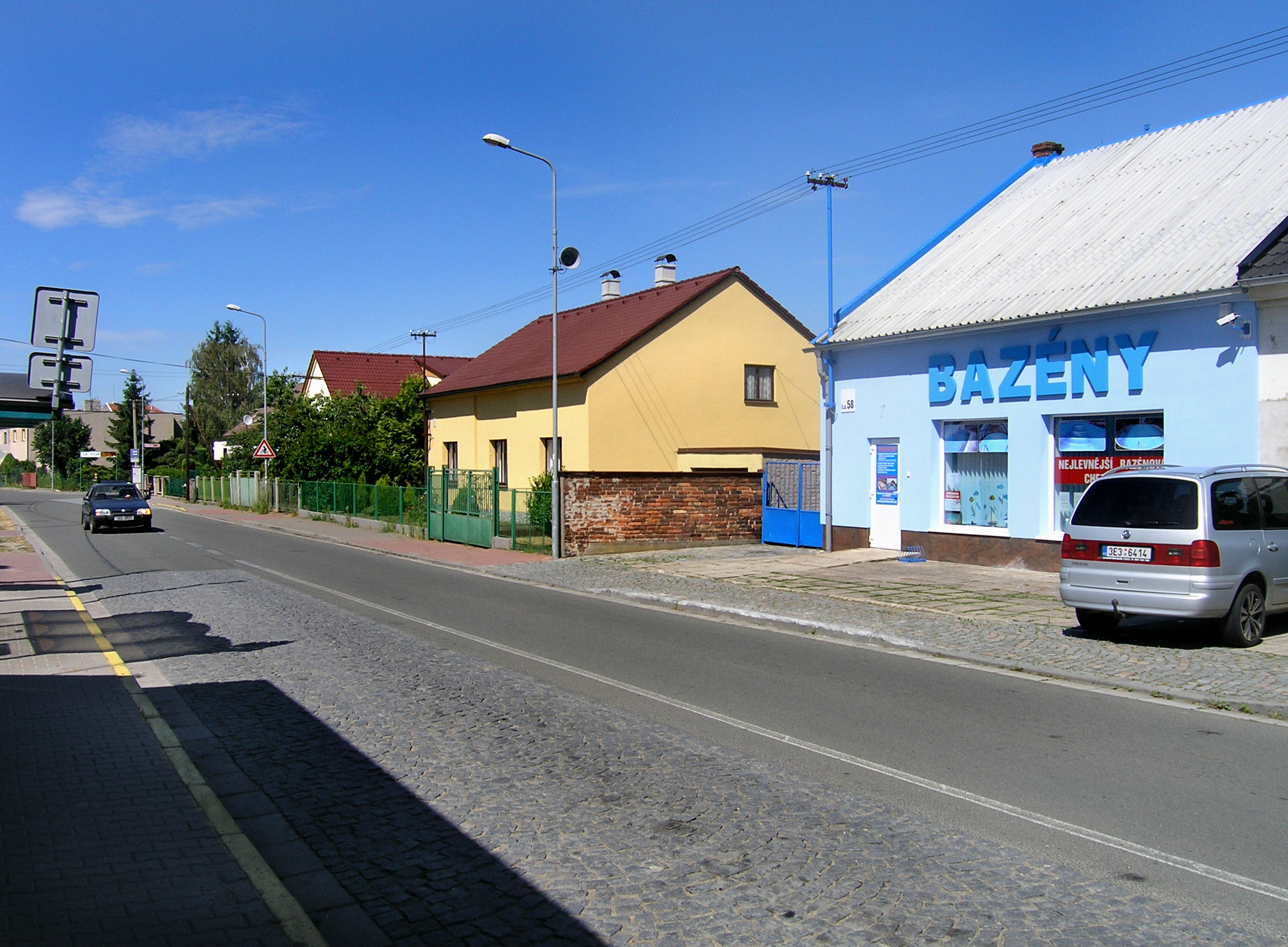
Žižkova ulice
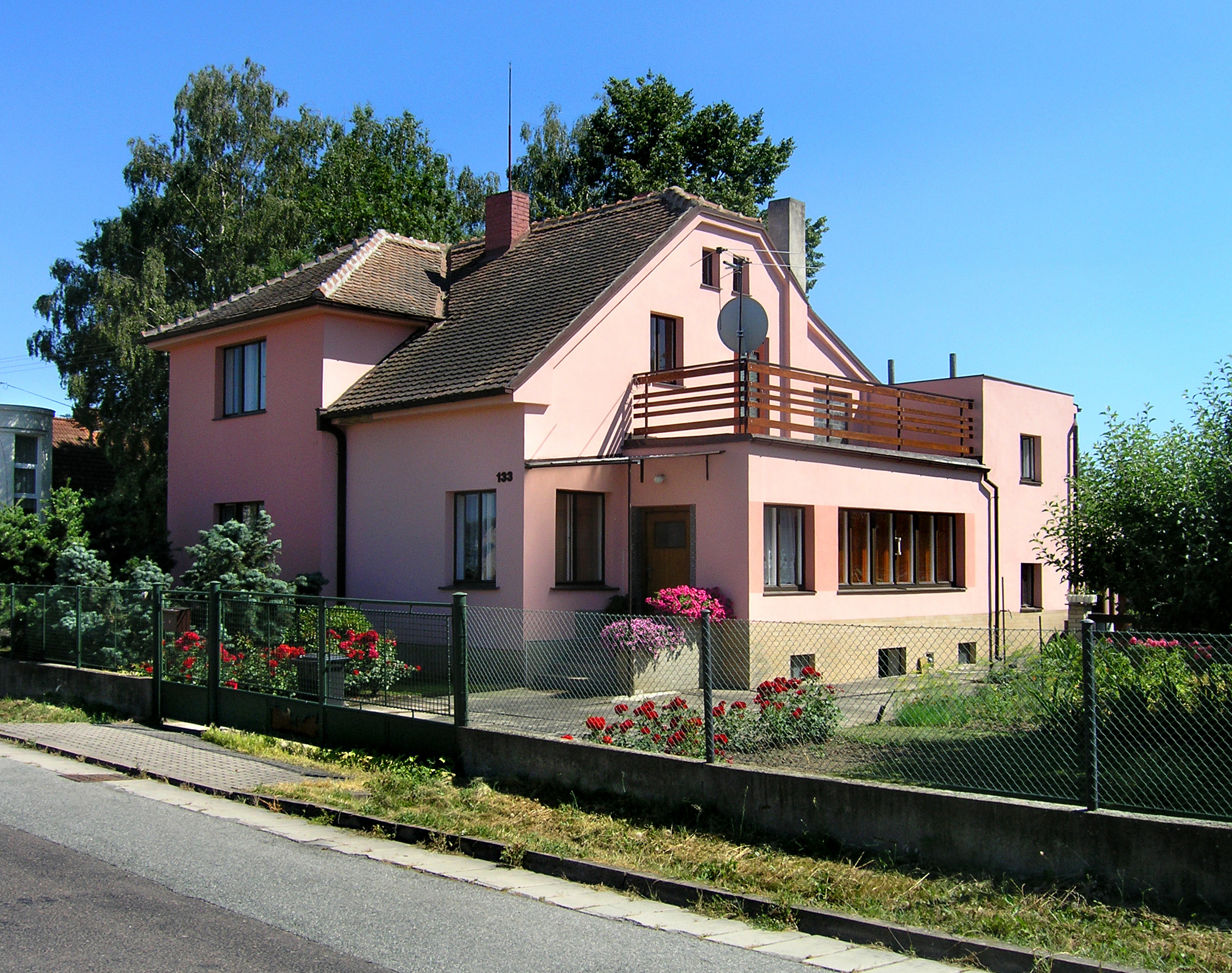
Vila v Pražské ulici